# Corynomalus laevigatus
Corynomalus laevigatus is een keversoort uit de familie zwamkevers (Endomychidae). De wetenschappelijke naam van de soort werd in 1857 gepubliceerd door Gerstaecker.